# Зюзник блестящий
Зю́зник блестя́щий (лат. Lycopus lucidus) — вид цветковых растений рода Зюзник (Lycopus) семейства Яснотковые (Lamiaceae).

## Ботаническое описание

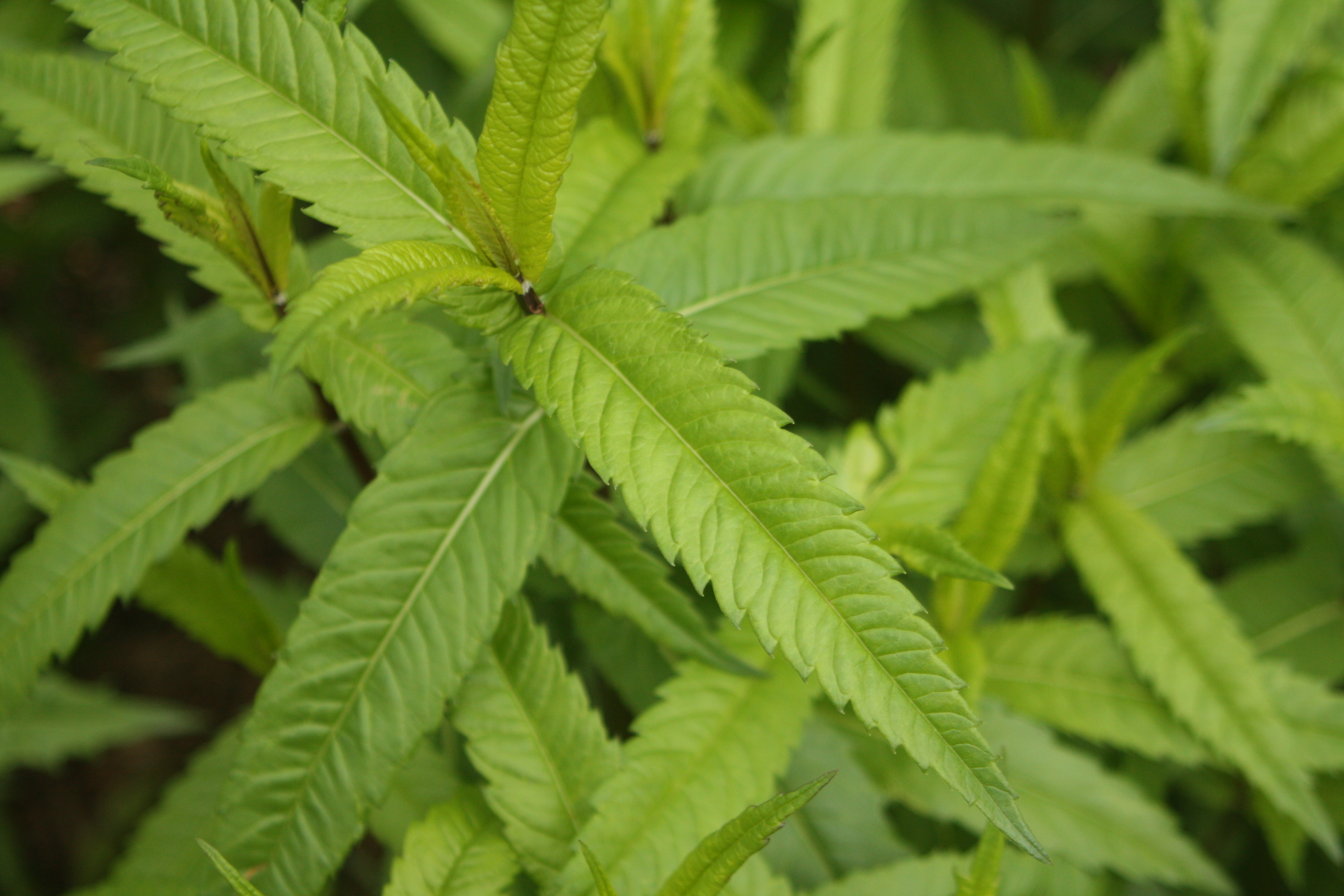
Листья

Многолетнее травянистое растение с квадратными в сечении стеблями высотой 100 см. Мелкие белые цветки собраны в пазушные завитки.

## Распространение и местообитание
Вид растёт в Восточной Азии и на западе Северной Америки, где произрастает в болотистых местах.

## Хозяйственное значение и применение
Зюзник блестящий применяется в китайской народной медицине для лечения аменореи, послеродовых кровотечений и ушибов.

## Разновидности
- Lycopus lucidus var. hirtus Regel
- Lycopus lucidus var. maackianus Maxim. ex Herder[2]